# Stefan Junge
Stefan Junge (Leipzig, 1 september 1950) is een voormalige Duitse hoogspringer. Hij was vooral actief in de jaren zeventig en kwam op internationale wedstrijden uit voor de DDR. Hij kreeg internationale bekendheid door op 22-jarige leeftijd het podium op de Olympische Zomerspelen van 1972, die werden gehouden in München, te halen. 

## Loopbaan
Als tiener deed Junge, voor hij aan het hoogspringen begon, voornamelijk aan polsstokhoogspringen en was hij een tienkamper. Na een ernstige blessure stopte Junge met de tienkamp en concentreerde zich op het hoogspringen. In 1971 maakte hij zijn debuut bij de Europese kampioenschappen, waar hij als vijfde eindigde. Hij werd getraind door Alfred Sgonina bij SC Leipzig.
In 1972 behaalde Junge de tweede plaats bij de Olympische Spelen van 1972. Hij had een beslissende sprong met een hoogte van 2,21 m. Jüri Tarmak, die de Sovjet-Unie vertegenwoordigde, behaalde de gouden medaille, met een hoogte van 2,23.
Junge volgde een opleiding tot bouwkundig ingenieur. 

## Titels
- Oost-Duits kampioen hoogspringen - 1972, 1973
- Oost-Duits indoorkampioen hoogspringen - 1972

## Persoonlijk record
| Onderdeel    | Prestatie | Jaar |
| ------------ | --------- | ---- |
| hoogspringen | 2,23 m    | 1972 |

## Palmares
- 1971: 5e EK - 2,14 m
- 1972:  Oost-Duitse indoorkamp. - 2,17 m
- 1972:  Oost-Duitse kamp. - 2,21 m
- 1972:  OS - 2,21 m
- 1973: 16e EK indoor
- 1973:  Oost-Duitse kamp. - 2,17 m